# Marc Rowan
Marc Jeffrey Rowan (* 19. srpna 1962) je americký investor. V roce 1990 byl jedním ze spoluzakladatelů společnosti Apollo Global Management, v roce 2021 převzal ve společnosti funkci generálního ředitele. V dubnu 2024 odhadoval časopis Forbes jeho majetek na 6,5 miliardy dolarů.

## Život
Rowan vyrůstal na Long Islandu ve státě New York. Je židovského původu. Střední školu navštěvoval v Hollywoodu na Floridě, kam se s rodinou přestěhovali poté, co jeho otec dostal na Floridě práci v oblasti auto-leasingu. Matka Barbara byla učitelka, vystudovaná koncertní pianistka. Má sestru Andreu. Jejich dědeček Emanuel Stein byl profesorem ekonomie na Newyorské univerzitě.
Rowan studoval na Pensylvánské univerzitě. Když mu zemřel otec a rodina si nemohla dovolit platit školné, univerzita umožnila Rowanovi dokončit studium a platit, kdykoli to bude možné. Rowan absolvoval s vyznamenáním bakalářské studium a získal titul MBA (Master of Business Administration) na Wharton School of the University of Pennsylvania jako nejlepší student ve svém univerzitním ročníku.
Rowan je předsedou představenstva dobročinné organizace UJA-Federation of New York.

## Kariéra
Rowan začínal v oddělení fúzí a akvizic společnosti Drexel Burnham Lambert. Firma však v roce 1990 ukončila činnost, proto Rowan ještě v témže roce spolu s bývalými kolegy z Drexelu Leonem Blackem a Joshem Harrisem založil společnost Apollo Global Management se zaměřením na správu investičních aktiv. V červenci 2020 si Rowan vzal ze své práce ve společnosti Apollo částečné volno, ale nadále se podílel na strategii a působil ve správních radách. V březnu 2021 převzal Rowan funkci generálního ředitele poté, co Black z funkce odstoupil.
Podle zpráv byl Rowan vážným kandidátem na post amerického ministra financí v administrativě Donalda Trumpa. Nakonec však byl Trumpem nominován Scott Bessent.

## Soukromý život
Rowan je ženatý a má čtyři děti. Rodina žije v New Yorku. Jeho manželka Carolyn Pleva je původním povoláním módní návrhářka. Jejím otcem byl Eugene Pleva, matka se jmenovala Estelle Pleva. Otec zemřel ve věku 86 let v Columbia Presbyterian Hospital dne 15. května 2011. Zúčastnil se druhé světové války jako voják, poté byl zaměstnancem americké vlády a následně podnikatelem. Soukromá vzpomínková bohoslužba na jeho počest se konala 17. května 2011 v Riverside Memorial Chapel v New Yorku.